# Tömlősgombák
A tömlősgombák (Ascomycota) a gombák (Fungi) országának legkiterjedtebb és legheterogénebb törzse. Az összes gombafaj mintegy 30%-a tartozik közéjük, ha nem számítjuk ide a konídiumos gombákat (Deuteromycota), melyek tulajdonképpen egy mesterséges taxont alkotnak mindazon gombák számára, amelyek fejlődési ciklusát nem teljesen ismerjük. Más rendszertani felosztások a tömlősgombákat nem törzsnek, hanem osztálynak (Ascomycetes) tekintik a valódi gombák (Fungi) törzsén belül.
Tömlősgombák a laikusok által is ismert élesztőgombák (Saccharomycetales), penészgombák, lisztharmatgombák, a termőtestes nagygombák közül pedig a kucsma-, illetve szarvasgombák.
Nevüket azokról az egyes gombafonalaik (hifáik) végén álló, tömlőszerűen megvastagodott sejtekről kapták, amelyekben a szaporítósejtek (spórák) képződnek.

## Származásuk, elterjedésük
A viszonylag korai szárazföldi életközösségekben már részt vettek: a tömlősgombák voltak az első olyan szervezetek, amelyek a karbon időszak közepétől-végétől képesek voltak lebontani a növények maradványaiból a lignint. Napjainkban a legtöbb szárazföldi biomban tömegesen fordulnak elő.

## Felépítésük, megjelenésük
Vegetatív testük egysejtű vagy válaszfalakkal tagolt haploid micélium. A sejtfal anyaga kitin. A szeptumok falán egyszerű pórus van, amelyen keresztül a plazma és a sejtszervek migrációja figyelhető meg. Csak az élesztőszerű tömlősgombáknál áll a telep sarjadzással keletkező pszeudomicéliumból vagy csupán sarjsejtekből. A többi tömlősgomba termőtestet (ascocarpium) növeszt.

## Életmódjuk, élőhelyük
Életmódjuk tekintetében változatosak: elsősorban növényi és állati hulladékokon élő szaprotrófok, de növények parazitái és mikorrhizaképzők is akadnak közöttük. Számos képviselőjüknek különösen nagy a jelentősége a cellulóz, a lignin és a keratin lebontásában. Sokuknak komoly gyakorlati jelentősége van, mivel mint fitopatogén szervezetek hatalmas károkat okoznak a mezőgazdaságban. Nagyszámú tömlősgombafaj él együtt szimbiózisban algákkal mint zuzmó.

### Szaporodásuk
Az ivaros szaporodás alkalmával a haploid micéliumon ivarszervek, anterídiumok és aszkogóniumok alakulnak ki. Az aszkogóniumok párzófonalat (trichogin) fejlesztenek az anterídium irányába. A hím jellegű sejtmagvak ezen keresztül vándorolnak az aszkogóniumba. Az összeolvadást vagy plazmogámiát nem követi azonnal kariogámia, ezáltal magpáros sejtek, majd azokból magpáros („aszkogén”) hifák jönnek létre. A magpáros vagy dikariotikus hifákból jön létre a termőtest (ascocarpium). A termőtest kialakulása a tömlősgombákra általánosan jellemző. Ennek előzményeit korábban a járomspórás gombáknál láthattuk, amely a zigospóra körül elhelyezkedő valamiféle védő- vagy burokhifákból állt. A kariogámia a dikariotikus hifa végsejtjében horogképzéssel megy végbe. A horogképződés mechanizmusa meggátolja két azonos ivarjellegű sejtmag összekerülését. A zigótát tartalmazó sejt megnyúlik, sporangiummá alakul, majd először meiózissal és azt rögtön követő mitózissal – általában nyolc – spóra alakul ki. Ezt a megnyúlt sporangiumot nevezzük tömlőnek vagy aszkusznak, a benne kifejlődött spórákat pedig aszkospóráknak. Az aszkospórák tehát endogén módon keletkeznek, majd a tömlő felszakadásával vagy annak szabályos nyílásán át jutnak a szabadba. A tömlők a termőtestben elszórtan, vagy réteget alkotva helyezkednek el. Ez a termőréteg (hymenium) az aszkuszok tömött sorából és a közöttük elhelyezkedő steril hifákból (paraphysis) áll.

### Fejlődésmenet
A kicsírázó aszkospórák haploid micéliumot (fonalat) hoznak létre, melyeken ivarszervek (aszkogónium, antherídium) alakulnak ki. Egyeseknél ugyanazon a fonalon jön létre mindkét ivarszerv (homothallikusak), mások esetében csak különböző fonalakon létrejött ivarszervek között jön létre a megtermékenyítés (heterothallikusak). Az aszkogóniumok trichogint (párzófonalat) fejlesztenek az antherídiumok felé, amelyen keresztül annak sejtmagjai átvándorolnak, létrehozva a magpáros gombafonalat (dikariotikus hifát). Ezekből jön létre a termőtest, melynek termőrétegében (himénium) kialakulnak a tömlők (ascusok). Itt történik a magok összeolvadása (kariogámia), melyet azonnal meiózis, majd mitózis követ, létrehozva a 8 haploid aszkospórát.

## Rendszertanuk

### Hagyományos rendszertani felosztásuk
A régebbi, tradicionális rendszertani felosztások a termőtestek formája és felépítése szerint történtek.
A korszerű genetikai alapú rendszertan a következő osztályokat különíti el:
- Hemiascomycetes vagy Saccharomycetes
- Arthoniomycetes
- Dothideomycetes
- Eurotiomycetes
- Laboulbeniomycetes
- Lecanoromycetes
- Leotiomycetes
- Lichinomycetes
- Orbiliomycetes
- Pezizomycetes
- Sordariomycetes
- Neolectomycetes
- Pneumocystidomycetes
- Schizosaccharomycetes
- Dérgombák (Taphrinomycetes)

### Alternatív osztályozásuk
Egy másik rendszertani felosztás, amely a tömlősgombákat osztályként kezeli, az aszkusz szerkezete (a tömlő rétegei és felnyílásának módja) és a termőtestek keletkezési módja szerint a következő négy alosztályt különbözteti meg:
- élesztőszerű tömlősgombák alosztálya (Protoascomycetidae)
- rovarparazita tömlősgombák alosztálya (Laboulbeniomycetidae)
- valódi tömlősgombák alosztálya (Euascomycetidae)
- dérgombák alosztálya  (Taphrinomycetidae)